# 維也納地底湖

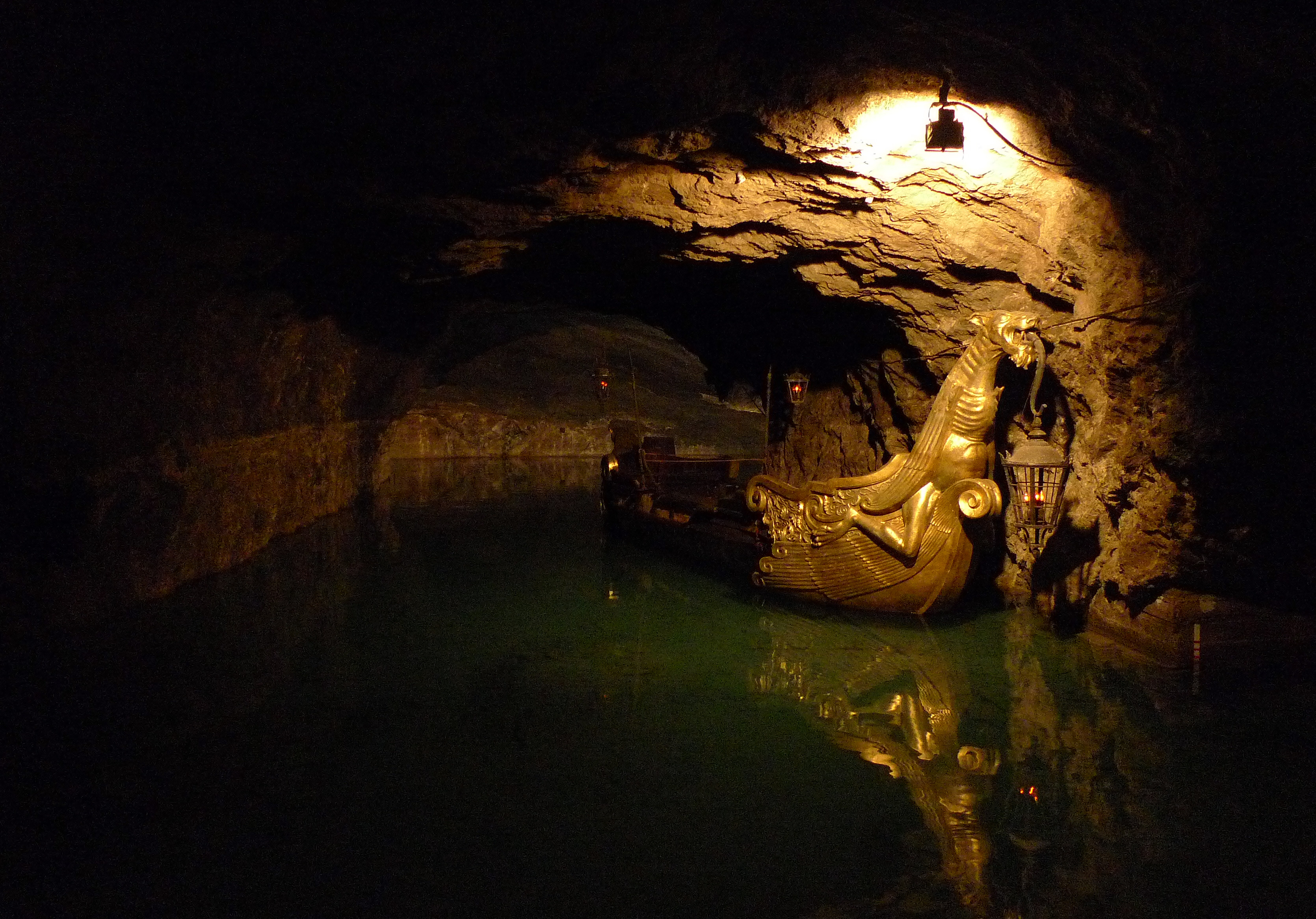

維也納地底湖（德語：Seegrotte）是位於奧地利維也納郊區的一個地下洞穴系統，曾經是一個石膏礦。1930年之後，除了二戰期間，維也納地底湖是一個旅遊景點。

## 外部連結
- Seegrotte official website （页面存档备份，存于）

48°05′09″N 16°15′27″E / 48.08583°N 16.25750°E